# Edmondo Chiodini
 (mai 2023).
Si vous disposez d'ouvrages ou d'articles de référence ou si vous connaissez des sites web de qualité traitant du thème abordé ici, merci de compléter l'article en donnant les références utiles à sa vérifiabilité et en les liant à la section « Notes et références ».
Edmondo Chiodini est un artiste (dessinateur, peintre et surtout sculpteur) québécois, né à Coteau-Station en Vaudreuil-Soulanges en 14 août 1906 et décédé le 25 septembre 1997.
Il est crédité quelques fois sous Edmundo Chiodini.

## Biographie
Edmondo Chiodini est né et baptisé le 14 août 1906 à la paroisse Saint-Médard de la municipalité de Coteau-Station. Son père d’origine italienne était Luigi Chiodini, né à Robecchetto. Sa mère Alliccina Bissonnette était canadienne-française. Étudiant à l'École des beaux-arts de Montréal, où il se révéla surtout sculpteur, il fit plusieurs expositions de ses œuvres tout au long de sa longue carrière.
Edmondo Chiodini a travaillé à Salaberry-de-Valleyfield pendant plusieurs années comme graphiste et il s'est occupé également de sérigraphie à la Montréal Cotton.
Il fut embauché de 1952 à 1976 par la Société Radio-Canada pour la fabrication des marionnettes de plusieurs séries dont la série Pépinot et Capucine et, par la suite, la série Pépinot. Parmi ses autres collaborateurs, nous retrouvions Jeanne Auclair et Marielle Chevrier. Les marionnettes ont été réalisées à partir des dessins de Jean-Paul Ladouceur, créateur des deux séries. En 1960, il créa également la toute première marionnette de Bobinette de la série Bobino à partir des dessins de Michel Cailloux.
On doit à Edmondo Chiodini et son équipe les décors de Pépinot et Capucine, Pépinot, L’île aux trésors, La Boîte à Surprise, Le Grenier aux images, Les Récits du Père Ambroise, Pépé le cowboy, Le Professeur Calculus, Opération-mystère, Bobino, etc.

## Sources
- Corriere Del Quebec du 19 avril 1962
- Circuit Fermé du 6 mai 1978
- La Presse, Perspective, du 12 décembre 1981
- La Tribune, du 30 septembre 1997, page 6
- Notice nécrologique de 1997
- Le Soleil de Salaberry-de-Valleyfield parut la première semaine du mois d'octobre 1997.